# Heiner Rank
Heiner Rank, Pseudonym A. G. Petermann (* 11. Dezember 1931 in Nowawes; † 17. November 2014 in Berlin) war ein deutscher Autor von Kriminalliteratur und Science-Fiction.

## Leben
Der gelernte Industriekaufmann arbeitete als Traktorist, war Regie- und Dramaturgie-Assistent am Landestheater Parchim und Gastregisseur am Volkstheater Halberstadt. Ab 1955 war er freiberuflicher Schriftsteller und lebte in Kleinmachnow. 1963/64 saß er im Gefängnis ein (Straflager Oelsnitz), weil er über die Möglichkeit gesprochen hatte, die DDR zu verlassen.
Er veröffentlichte – teilweise unter Pseudonym – zahlreiche Kriminalromane, verfasste Drehbücher für das Fernsehen und schrieb einen vielbeachteten Science-Fiction-Roman, Die Ohnmacht der Allmächtigen. Bis 1988 leitete er den Arbeitskreis Utopische Literatur beim Schriftstellerverband der DDR (als Nachfolger von Günther Krupkat und Vorgänger von Klaus Frühauf). Einige der Bücher Ranks wurden ins Russische, Litauische, Polnische, Ungarische und Tschechische übersetzt.

## Kriminalromane
- Die Premiere fällt aus, 1957 (mit Hans-Albert Pederzani und Gerhard Neumann unter dem Gemeinschaftspseudonym A. G. Petermann; 1959 unter gleichem Titel verfilmt)
- Mord auf dem Flugplatz, 1958 (mit Hans-Albert Pederzani und Gerhard Neumann unter dem Gemeinschaftspseudonym A. G. Petermann)
- Spuk in der Villa Sonnenschein, 1958 (mit Hans-Albert Pederzani und Gerhard Neumann unter dem Gemeinschaftspseudonym A. G. Petermann)
- Meineid auf Ehrenwort, 1959 (mit Hans-Albert Pederzani und Gerhard Neumann unter dem Gemeinschaftspseudonym A. G. Petermann)
- Die Hunde bellen nicht mehr, 1959 (mit Hans-Albert Pederzani und Gerhard Neumann unter dem Gemeinschaftspseudonym A. G. Petermann)
- Hexylschmuggler, 1959
- Autodiebe, 1959
- Der grüne Stern, 1960 (mit Gerhard Neumann unter dem Gemeinschaftspseudonym Heiner Heindorf)
- Museumsraub in Kairo, 1961 (mit Gerhard Neumann unter dem Gemeinschaftspseudonym Heiner Heindorf)
- Export, 1961 (mit Gerhard Neumann)
- Falschgeld, 1962 (mit Gerhard Neumann)
- Schüsse im Hafen, 1964
- Nebelnacht, Gelbe Reihe 1967
- Das grüne Gespenst, 1968
- Modell Traumland, 1970 (= Blaulicht, Heft 121)
- Die letzte Zeugin, 1976 (BRD-Ausgabe 1978)
- Der bengalische Tiger, 1987
- Goldener Sonntag, 1993

## Science-Fiction
- Die Ohnmacht der Allmächtigen, Roman, Das Neue Berlin 1973 (Taschenbuchausgabe bei SF Utopia 1984)
- Begegnung mit einer Fledermaus, 1978, Hörspiel für Stimme der DDR, 44 min.
- Schöne Bella, Erzählung, 1981 (1986)
- Psychoosmose, Erzählung, 1985 (1991)

## Arbeiten für Film und Funk
- Die Premiere fällt aus, 1955, Hörspiel (zs. mit H.A. Pederzani und Gerhard Neumann unter dem Gemeinschaftspseudonym „A.G. Petermann“)
- Die Hunde bellen nicht mehr, 1957, Hörspiel, 67 min. (zs. mit H.A. Pederzani und Gerhard Neumann unter dem Gemeinschaftspseudonym „A.G. Petermann“)
- Spuk in Villa Sonnenschein, 1959, Drehbuch (Regie: Gerhard Klingenberg)
- Wasser bis zum Hals, 1959, Hörspiel, 43 min. (zs. mit H.A. Pederzani und Gerhard Neumann unter dem Gemeinschaftspseudonym „A.G. Petermann“)
- Mord am Montag, 1968, Drehbuch, DEFA, Regie: Hans Kratzert (mit Eberhard Esche)
- Nebelnacht, 1969, Drehbuch, DEFA, Regie: Helmut Nitzschke (mit Peter Borgelt, Gunter Schoß, Hans-Peter Minetti)
- Freitag gegen Mitternacht, 1973, Drehbuch der Reihe Polizeiruf 110 (Regie: Werner Röwekamp)
- Gestatten, ich bin Ihr Mörder, 1979, Hörspiel
- Die Dorflinde, 1980, Drehbuch (zs. mit Rosel Klein)
- Die Vogelmühle, 1987, Drehbuch (zs. mit Rosel Klein), DEFA